# 파테트라오

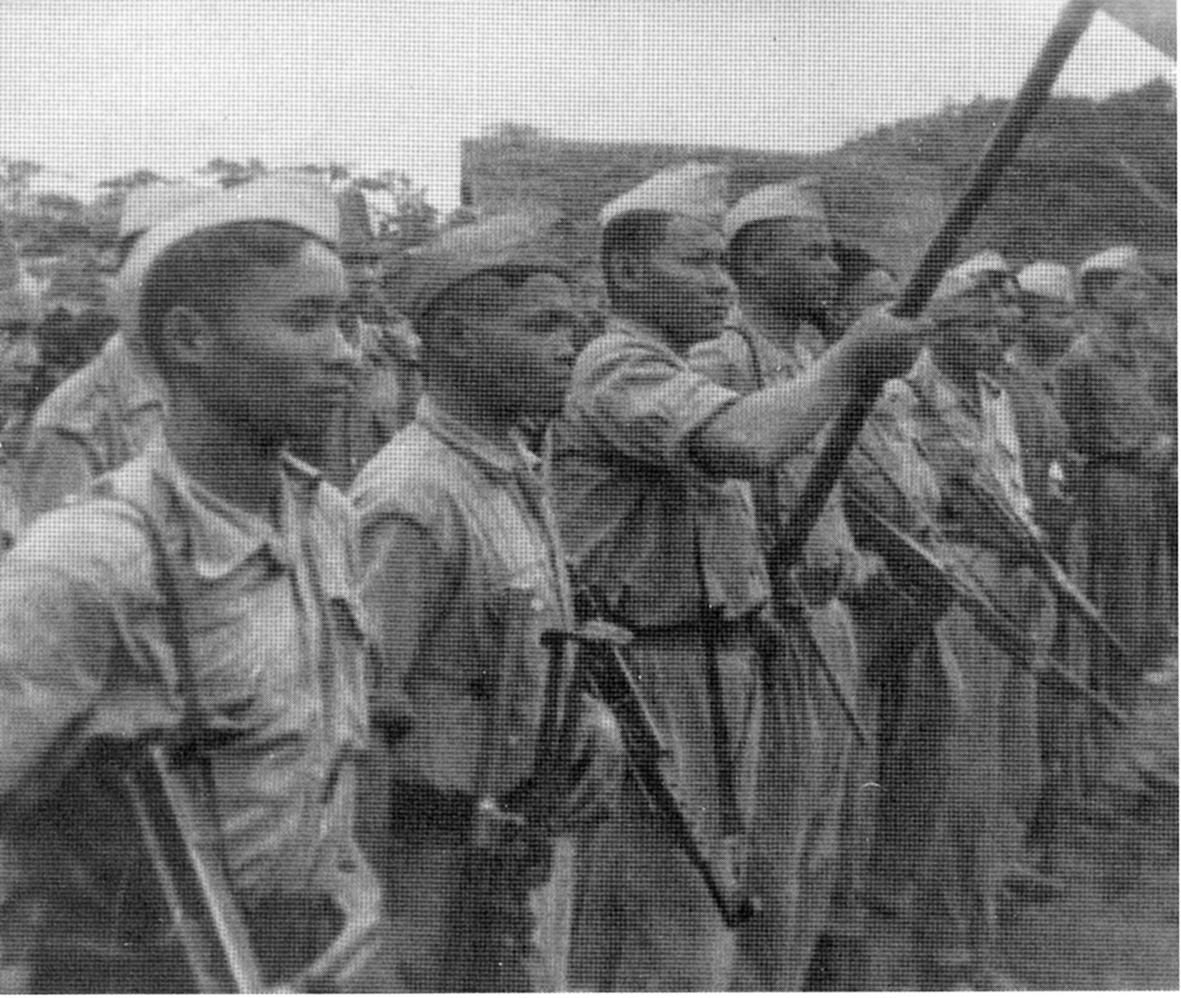

파테트라오(라오어: ປະເທດລາວ)는 1950년 8월에 창설된 라오스의 공산주의, 좌파 민족주의 단체이며, 라오스 독립운동 단체였던 '자유 라오스'의 후신이다. 친베트남 성향이었다.

## 개요
빠텟라오는 1975년에 정권을 잡은 좌파단체이며 1954년부터 정식명칭은 라오스 좌파연합 애국전선으로 알려졌다. 'Pathet Lao'는 라오스 말로 '라오인의 나라'라는 뜻이다. 베트남 전쟁 당시에는 비엣민의 후신인 베트남 민주 공화국의 동맹국으로써 지원군을 파월한 적이 있다. 라오스 내전에서 왕국군을 몰아내고 승리하여 공산정권인 라오스 인민 민주 공화국을 수립한다.
반-프랑스 민족해방운동인 라오 잇싸라(Lao Issara:자유라오스)의 후신이므로 1950년 8월 수파누봉이 새 민족통일전선으로서 결성하였다. 1958년 선거에 진출하였으나 라오스 왕국 정부에 의해 탄압을 받았고, 1962년 제네바협정에서 중립 라오스 왕국의 정권에 참가했다가 우익 정부의 고의적인 정치방해 탓에 각료들을 철수시켰다. 이후 빠텟라오는 좌파의 존재를 부정하는 왕국 정부의 방침에 변화가 없다는 것을 전제로 하여 폭력혁명을 새로운 강령으로 개시, 우파 측에 해당한 왕국군과 내전을 전개하였다. 1973년 2월 정전협정, 1974년 4월 임시민족연합정부의 발족을 거쳐, 1975년 12월 애국전선당의 주도로 이른바 라오스 인민 민주 공화국을 수립하였다.
활동 초기부터 베트남의 공산주의 단체이자 민족 독립운동 단체인 베트민과 연합하여 프랑스의 인도차이나 지배에 맞서 무장봉기를 감행하였으며 이 전쟁을 라오스 내전이라 한다. 1960년대를 거쳐 1970년대 초 사이에 빠텟라오는 라오스의 북부 지역을 라오스 왕국으로부터 장악하고 미국의 원조를 받는 비엔티안 정부와 내전을 치렀다. 1975년 주요 도시들이 라오스 좌파연합전선의 수중에 떨어졌고, 5월 비엔티안 정부는 붕괴했다. 라오스의 새 정부는 빠텟라오의 주요 인사들로 구성됐다. 그 후 라오스는 라오 인민 민주 공화국이라는 정식 국호처럼 중앙 집권 인민공화제 나라로 존재하고 있다.

## 같이 보기
- 라오스 내전
- 베트남 전쟁
- 라오인민혁명당